# Zdeněk Hřib

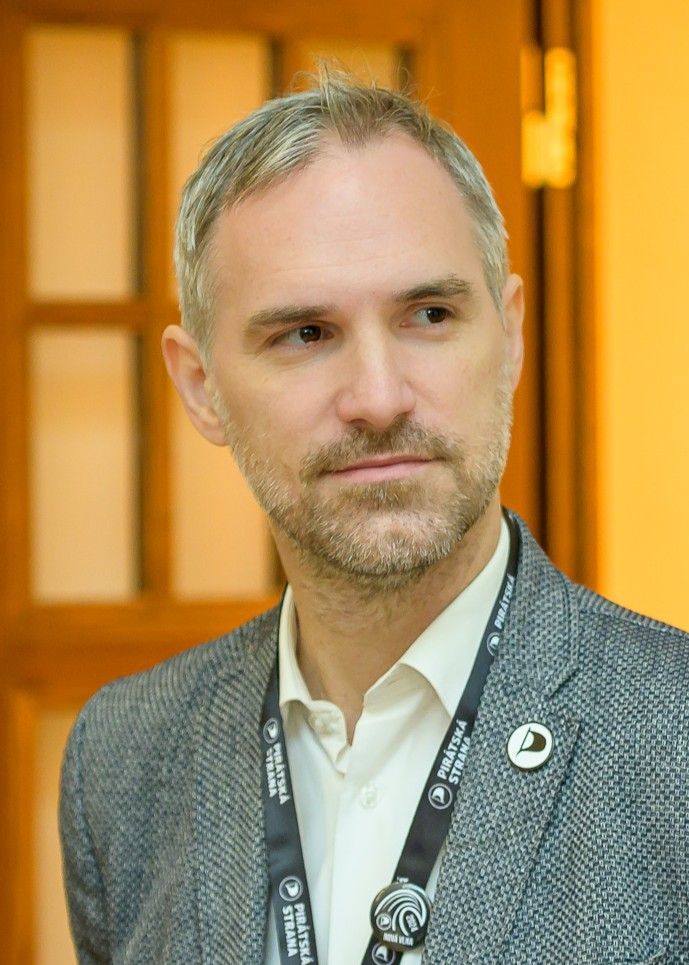
Zdeněk Hřib (2024)

Zdeněk Hřib (* 21. Mai 1981 in Slavičín) ist ein tschechischer Politiker der Česká pirátská strana (Piratenpartei) und seit November 2024 deren Parteivorsitzender. Er war von November 2018 bis Februar 2023 regierender Oberbürgermeister von Prag.

## Leben und politische Laufbahn
Hřib studierte von 1999 bis 2006 an der Prager Karlsuniversität Medizin einschließlich eines Auslandsstudiums in Taiwan. Er arbeitete in diversen staatlichen und privaten Institutionen im Gesundheitsbereich. Im Jahr 2013 wurde Hřib ein registrierter Anhänger der Piratenpartei und hat 2014 an den Kommunalwahlen in Prag ohne Erfolg teilgenommen. 2017 trat er der Piratenpartei bei, wo er fachlich für Gesundheitspolitik zuständig war. Er ist vom tschechischen Abgeordnetenhaus im Januar 2018 in den Vorstand der Allgemeinen Krankenversicherung gewählt worden.
Bei den Wahlen zum Prager Stadtrat im Oktober 2018 trat Hřib als Spitzenkandidat an. Die Partei erreichte 17 % der Stimmen und trat in Koalitionsverhandlungen mit TOP 09-STAN und Praha sobě ein. Die neue Koalition wählte ihn am 15. November 2018 mit ihrer Mehrheit im Stadtrat (39 von 65 Stimmen) zum neuen Stadtoberhaupt. Prag wurde somit die erste europäische Hauptstadt, in der eine Piratenpartei den Bürgermeister stellt.
2019 benannte Hřib eine Straße am Riegrovy Sady-Park nach dem kurz zuvor ermordeten liberalen Danziger Bürgermeister Paweł Adamowicz. Im gleichen Jahr schloss er sich dem Pakt freier Städte an, einer Initiative der Bürgermeister der vier Hauptstädte der Visegrád-Gruppe (Prag, Warschau, Bratislava und Budapest), die sich zur „Verteidigung der gemeinsamen Werte Freiheit, Menschenwürde, Demokratie, Gleichheit, Rechtsstaatlichkeit, Gerechtigkeit, Toleranz und Diversität“ bekennt.
Hřib ist ein offener Kritiker des russischen und chinesischen Regimes. 2018 protestierte er gegen die Aufforderungen Chinas, taiwanesische Repräsentanten auszuweisen und kritisierte das Partnerstadt-Abkommen mit Peking, in dem ein uneingeschränktes Bekenntnis zur Ein-China-Politik eingefordert wird. Im Februar 2020 ließ er den Platz vor der russischen Botschaft in Boris-Nemtsov-Platz umbenennen. In einem Kommentar des britischen The Guardian hieß es, dass Hřib das Image Tschechiens als Verteidiger von Menschenrechten wiederhergestellt habe.
Im April 2020 gab er bekannt, unter Polizeischutz zu stehen, da tschechische Sicherheitsbehörden Hinweise auf ein geplantes Attentat durch den russischen Geheimdienst erhalten hätten. Zuvor hatte auch die Zeitschrift Respekt darüber berichtet, dass Russland auf Hřib und einen weiteren liberalen tschechischen Politiker, Ondřej Kolář, einen Anschlag mit dem Giftstoff Rizin vorhabe, das durch eine Person mit Diplomatenausweis versucht worden sei, einzuführen. Im Juni wurde berichtet, dass russische Diplomaten die Anschlagspläne wohl lediglich fingiert hätten, um unliebsamen Kollegen zu schaden.
Nach den Kommunalwahlen im September 2022 wurde Hřib am 16. Februar 2023 Prager Verkehrsstadtrat.
Im November 2024 wurde er als Nachfolger von Ivan Bartoš zum Parteivorsitzenden gewählt.